# Amanita cokeri
Amanita cokeri es un hongo venenoso de la familia Amanitaceae. Descrita por primera vez como Lepidella cokeri en 1928, fue transferida al género Amanita en 1940.

## Taxonomía
Amanita cokeri fue descrita por primera vez como Lepidella cokeri por los micólogos E.-J. Gilbert y Robert Kühner en 1928. Fue en 1940 cuando la especie fue transferida del género Lepidella a Amanita por Gilbert. Actualmente se encuentra en la sección Roanokenses. El epíteto cokeri es en honor al micólogo y botánico estadounidense William Chambers Coker.

## Descripción

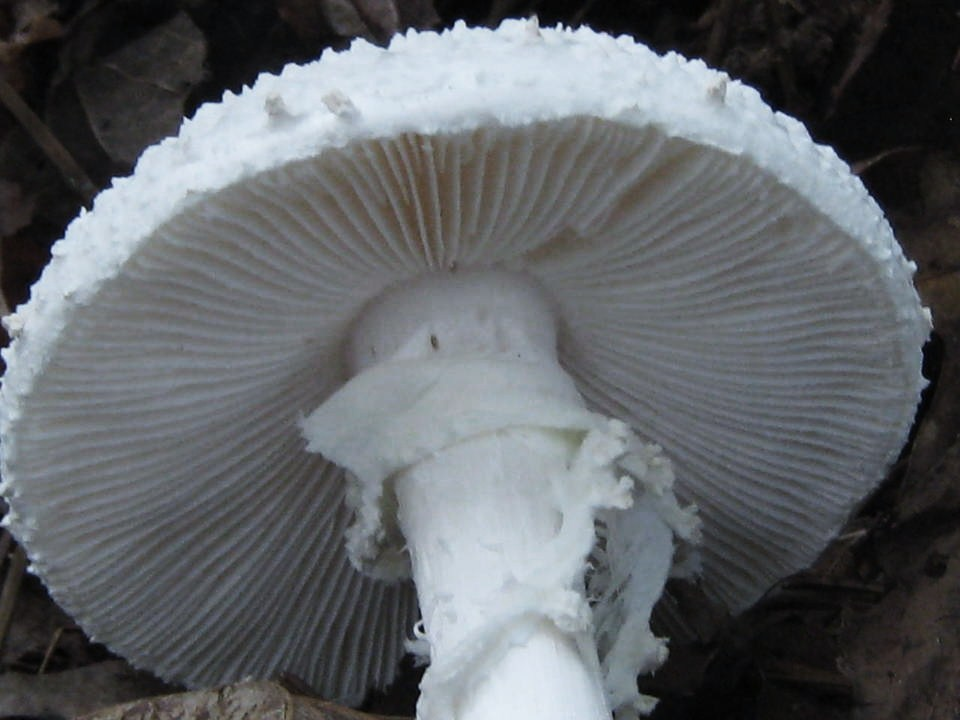
Vista cercana de las branquias. Obsérvese también el píleo y el estípite.

El píleo es de color blanco y mide 7-5 centímetros de ancho. Tiene forma ovalada a convexa. La superficie es seca pero pegajosa cuando está húmeda. La superficie se caracteriza por mostrar verrugas grandes y puntiagudas, de color blanco a marrón. 
Las láminas están muy juntas y separadas del tallo. Al principio son de color crema, pero pueden tornarse blancas a medida que el hongo madura. Son frecuentes las lamelas cortas. El tallo es blanco y mide 10-20 cm largo y 1-2 cm de espesor. Se estrecha ligeramente hacia la parte superior y tiene una textura que va de suave a peluda. Hay un anillo, grueso y a menudo de doble borde, cuya parte inferior parece un tejido. El velo universal cuelga de la parte superior del estípite. El bulbo basal es bastante grande en tamaño, con círculos concéntricos de escamas que creen hacia abajo. Los restos volvales se adhieren y causan manchas irregulares.
Las esporas son blancas, elípticas y amiloides. Miden entre 11 y 14 x 6 y 9 μm, son suaves al tacto. La carne es blanca y no muestra cambios cuando se expone al ambiente. No hay un olor distintivo, pero algunos ejemplares pueden desarrollar el olor de proteína en descomposición.

### Especies similares
Amanita solitaria es una especie estrechamente relacionada, aunque pertenece a un taxón europeo completamente diferente. El parecido más notable es que tanto éste como A. cokeri tienen doble anillo. A. timida, del sur de Asia tropical, se parece a A. cokeri en su estructura volval, anillo grueso y gran y base bulbar.

## Distribución y hábitat
Habita en bosques mixtos de coníferas o caducifolios y también en el suelo. Principalmente en robles y pinos, deja una marca blanca. Crece solo o gregario. Se extiende principalmente en el sureste de América del Norte. Fructifica de julio a noviembre.

## Toxicidad
En un estudio, se reveló la presencia de los aminoácidos no proteicos ácido 2-amino-3-ciclopropilbutanoico y ácido 2-amino-5-cloro-4-pentenoico. Se descubrió que el primer ácido era tóxico para el hongo Cercospora kikuchii, el artrópodo Oncopeltus fasciatus y las bacterias Agrobacterium tumefaciens, Erwinia amylovora y Xanthomonas campestris. La toxicidad para las bacterias podría eliminarse añadiendo isoleucina al medio. El otro ácido no resultó tóxico.